# Christian Cage
William Jason Reso (* 30. November 1973 in Kitchener, Ontario), besser bekannt unter seinem Ringnamen Christian Cage, ist ein kanadischer Wrestler. Er steht derzeit bei All Elite Wrestling unter Vertrag und tritt in deren Shows auf. Er ist vor allem für seine Karriere in der WWE bekannt, wo er von 1998 bis 2005 und von 2009 bis 2014 unter dem Ringnamen Christian regelmäßig auftrat. Seine größten Erfolge waren der zweifache Erhalt der World Heavyweight Championship, ECW Championship, sowie der NWA World Heavyweight Championship und ebenfalls der Erhalt der Impact World Championship.

## Frühe Jahre
Reso spielte Eishockey und war als kleiner Junge ein Wrestling-Fan. Er lebte in Huntsville und East Luther-Grand Valley, bevor er nach Orangeville zog, wo er Adam Copeland traf, der sein bester Freund und Tag-Team-Partner wurde. Sie besuchten zusammen die Orangeville District Secondary School.

## Wrestling-Karriere

### Anfänge
Reso begann seine Karriere im Juni 1995 in der kanadischen Wrestlingpromotion Apocalypse Wrestling Federation (AWF). Anschließend war er zunächst für einige Independent-Ligen aktiv, wo er die ersten Berufserfahrungen sammelte.

### World Wrestling Federation/Entertainment (1998–2005)
Am 27. September 1998 gab er sein Debüt in der US-amerikanischen Wrestling-Liga World Wrestling Federation (der heutigen WWE). Bei der WWE-Veranstaltung Judgment Day im Oktober gewann Reso ein Match gegen Taka Michinoku um die WWF Light Heavyweight Championship.

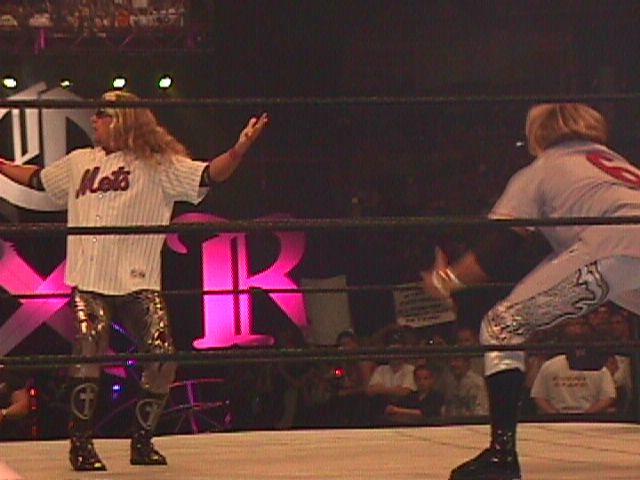
Edge und Christian führen die Five-Second-Pose aus bei King of the Ring (2000)

Er bildete anschließend mit Edge ein Tag Team. Zusammen mit Gangrel (David Heath) entstand die „Brood“. Nachdem sich Gangrel vom Team getrennt hatte, begann 1999 eine Fehde mit den Hardy Boyz, in welche später auch die Dudley Boyz involviert waren. Zu seinen legendärsten Auftritten zählen die Tables, Ladders and Chairs Tag Team Matches, in denen er zusammen mit Edge gegen die beiden gegnerischen Teams antrat. Insgesamt konnte das Team die WWF Tag Team Championship sieben Mal erringen.
Später löste man das Team auf und ließ Reso gegen seinen ehemaligen Partner um die WWE Intercontinental Championship fehden. Am 23. September 2001 bei Unforgiven konnte er diesen Titel gewinnen, verlor ihn bei No Mercy am 21. Oktober 2001 aber wieder an Edge. Nur neun Tage später in SmackDown gewann er von JBL die WWE European Championship. Am 29. Januar 2002 verlor er den Titel in SmackDown an Diamond Dallas Page. Ab Juni 2002 war Reso Mitglied des Stables The Un-Americans, welche aus Lance Storm, Test und William Regal bestand. Zusammen mit Storm durfte er im Juli die WWE Tag Team Championship gewinnen, verlor den Titel aber an The Hurricane und Kane.
Von selbigen konnte Reso im Team mit Chris Jericho am 14. Oktober die Tag-Team-Titel erneut gewinnen, verloren sie aber am 15. Dezember an Booker T und Goldust. Am 18. Mai 2003 gewann er zum zweiten Mal die wieder eingeführte WWE Intercontinental Championship. Nach dem Titelverlust am 7. Juli 2003 an Booker T gewann er den Titel am 10. August 2003 erneut, verlor ihn später aber an Rob van Dam.
Im Dezember 2004 bekam er seinen heutigen Spitznamen Captain Charisma und kämpfte fortan oft in Begleitung von Tyson Tomko, den Reso seinen „Problemlöser“ nannte.
Nach Auslaufen seines Vertrages verließ er am 31. Oktober 2005 die WWE, da man sich auf keine weitere Zusammenarbeit einigen konnte: Zwar bestanden für ihn große Vorstellungen über seine weitere Karriere, diese wurden aber nicht umgesetzt. Sein letztes Match bestritt er am 30. Oktober 2005 mit JBL gegen Rey Mysterio und Matt Hardy, den letzten Auftritt absolvierte er am 1. November 2005 bei Taboo Tuesday.

### Total Nonstop Action Wrestling (2005–2008, 2012)

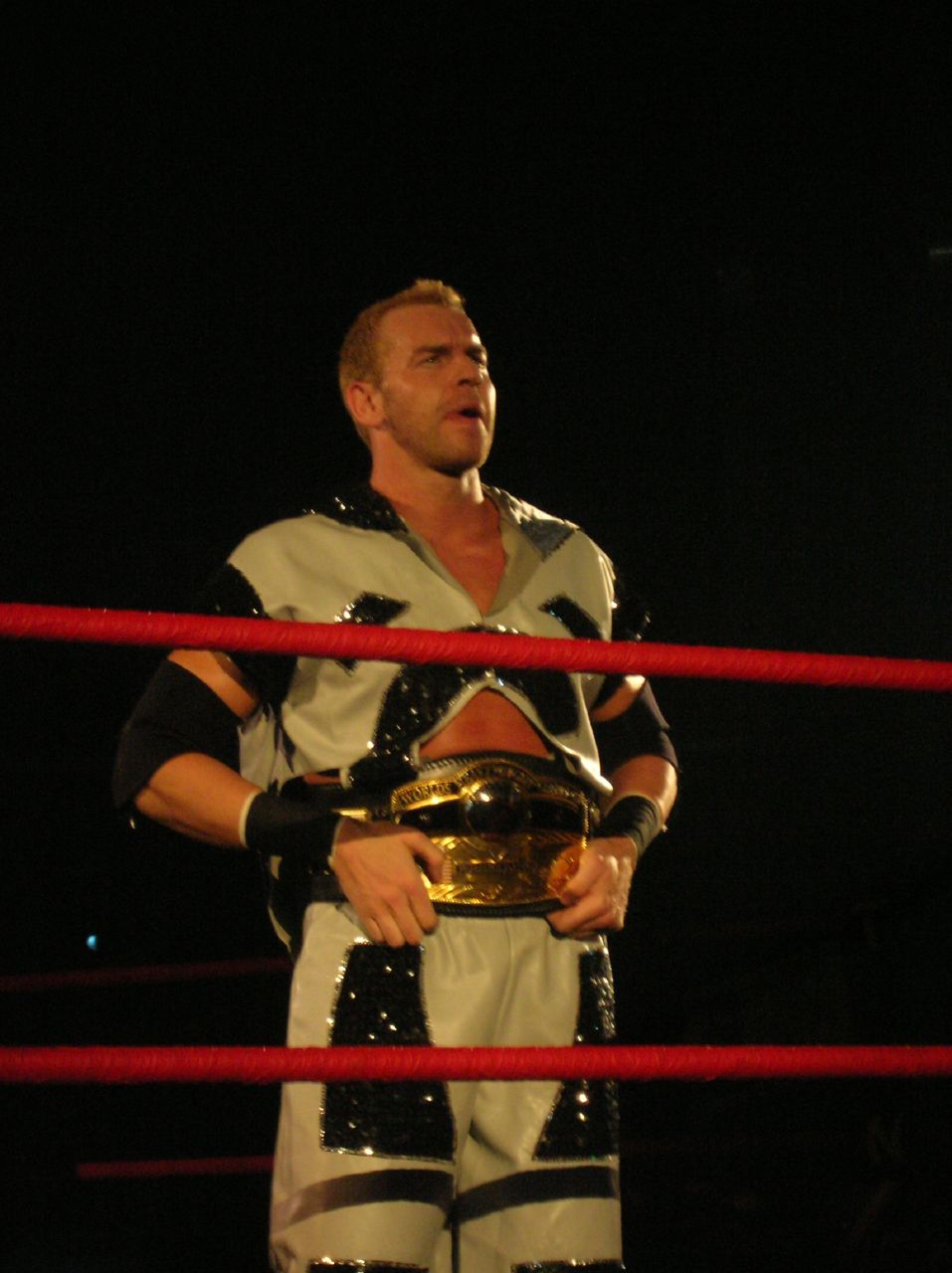
NWA World Heavyweight Champion Christian Cage (2007)

Am 13. November 2005 feierte er sein Debüt bei dem TNA-PPV Genesis unter dem Namen Christian Cage. Bei Against All Odds konnte er im Februar 2006 den zuvor amtierenden Champion Jeff Jarrett besiegen und die NWA World Heavyweight Championship gewinnen. Bei Slammiversary im Juni 2006 verlor er diesen Titel aber wieder.
Am 14. Januar 2007 konnte Christian Cage den Titel zurückerobern, indem er Abyss und Sting in einem Triple Threat Match besiegte. Mitte Februar desselben Jahres verlor den Titel an Kurt Angle. In seiner Zeit bei TNA bildete Reso unter anderem die Gruppierung Christian’s Coalition, zu der wie zu WWE Zeiten Tomko gehörte. Den vorerst letzten Auftritt für TNA hatte er in der TNA iMPACT!-Ausgabe vom 13. November 2008.
Im Rahmen eines Deals mit der WWE, bei dem Ric Flair trotz TNA-Vertrages bei der WWE Hall of Fame 2012 sowie bei WrestleMania XXVIII auftrat, absolvierte Reso einen Gastauftritt bei Slammiversary X.

### Rückkehr zur WWE (2009–2021)
Nachdem sein Vertrag bei TNA Wrestling ausgelaufen war, kehrte Reso zu World Wrestling Entertainment zurück. Am 10. Februar 2009 trat er dort in der Wrestlingshow ECW erneut unter seinem Ringnamen Christian auf.
Am 26. April des Jahres erhielt Reso den ECW-Champion-Titel, nachdem er Jack Swagger bei der Großveranstaltung Backlash am 26. April 2009 besiegen durfte, musste ihn am 7. Juni 2009 bei der WWE-Großveranstaltung Extreme Rules aber an Tommy Dreamer abtreten. Bei der als Pay-per-View ausgestrahlten Großveranstaltung Night of Champions am 26. Juli 2009 besiegte er Tommy Dreamer in einem Titelmatch, um zum zweiten Mal ECW-Champion zu werden. Nach einer Fehde gegen William Regal verlor Reso am 16. Februar 2010 seinen Titel in der letzten ECW-Show in einem Extreme Rules Match an Ezekiel Jackson.

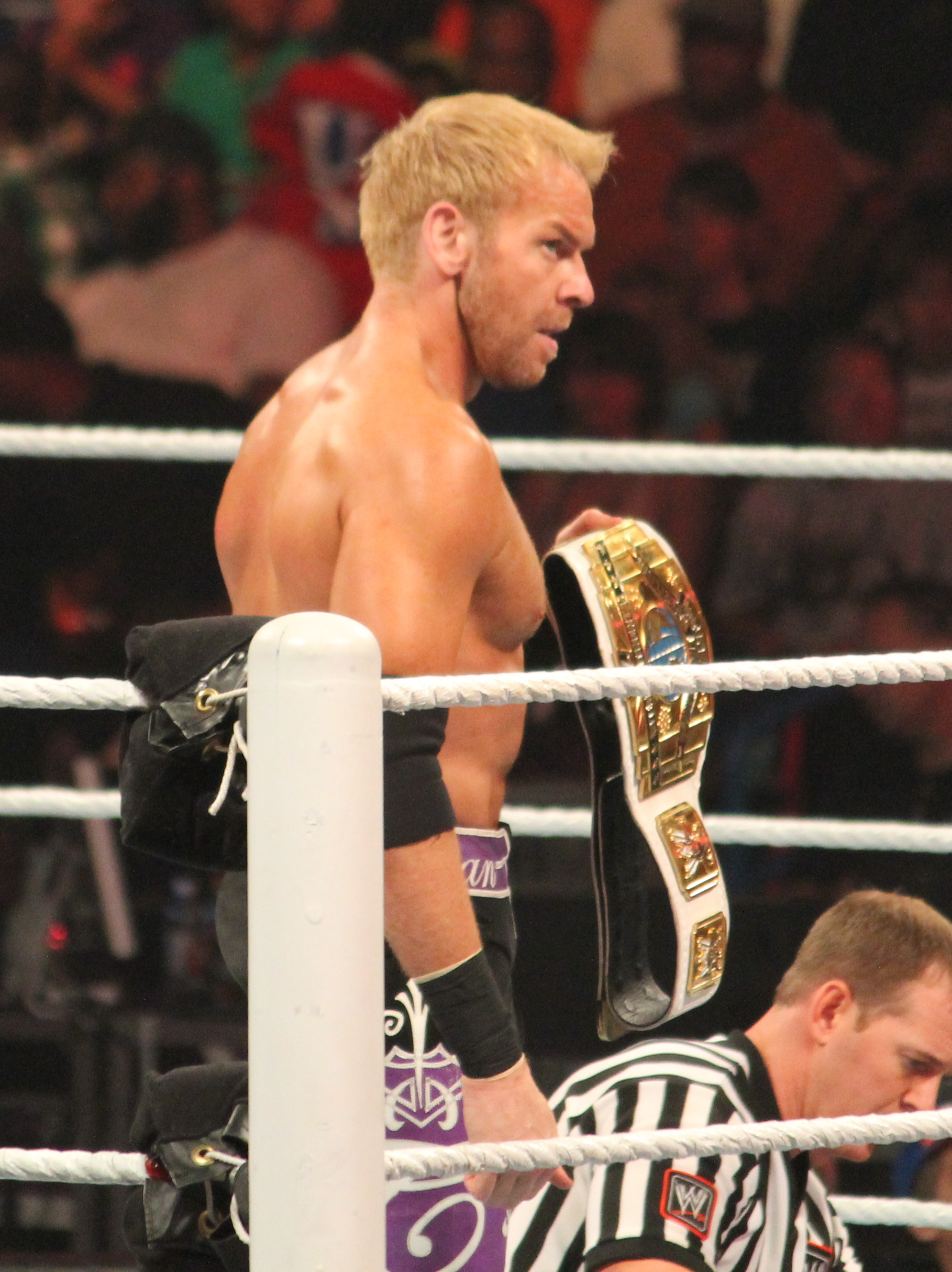
WWE Intercontinental Champion Christian (2012)

Nach der Einstellung der ECW wechselte Reso zu RAW. Dort bestritt er sein erstes Match am 22. Februar 2010 gegen Carlito und konnte sich für das Money in the Bank Ladder Match qualifizieren. Dazu trat er bei WWE NXT als Pro von Heath Slater auf.
Im Rahmen des WWE Drafts kam Reso am 26. April 2010 zu SmackDown. Nach einem Brustmuskelriss im September 2010 fiel Reso rund ein halbes Jahr aus.
Am 20. Februar 2011 kehrte er beim Pay-per-View Elimination Chamber zurück. Er stand daraufhin seinem ehemaligen Tag-Team-Partner und besten Freund Edge bei dessen Match gegen Alberto Del Rio bei WrestleMania XXVII zur Seite. Am 1. Mai 2011 übernahm Reso den Platz von Edge, der verletzungsbedingt seine Karriere beenden musste, in dessen Laddermatch bei Extreme Rules, auch hier hieß der Gegner Alberto Del Rio. In diesem Match konnte Reso erstmals den World-Heavyweight-Champion-Titel gewinnen. Jedoch verlor er diesen zwei Tage später bei den Aufzeichnungen zu SmackDown an Randy Orton. Bei der Großveranstaltung Money in the Bank am 17. Juli 2011 gewann er den Titel erneut. Beim SummerSlam am 14. August 2011 verlor er den Titel wieder an Randy Orton.
Wegen einer Knöchelverletzung, die er sich Anfang November 2011 zugezogen hatte, musste er verletzungsbedingt pausieren, bis er bei WWE Elimination Chamber am 19. Februar 2012 zurückkehrte. Da seine Verletzung jedoch nicht richtig verheilt war, wurde er kurz vor WrestleMania 28 in eine erneute Pause geschickt, ehe er bei Over the Limit am 20. Mai 2012 zurückkehrte. Dort gewann er zuerst eine Battle Royal und anschließend die WWE Intercontinental Championship von Cody Rhodes. In der 1000. Ausgabe von RAW am 23. Juli 2012 verlor Reso den Titel an The Miz. Am 28. Januar 2014 kehrte Christian nach einer Verletzungspause in einem Match gegen Jack Swagger zur WWE zurück. Am 29. Dezember 2014 bei RAW wurde Reso von Kommentator Jerry Lawler für zurückgetreten erklärt, nachdem er schon monatelang nicht in den Shows zu sehen war. Diese Entscheidung ist aber nicht auf ihn zurückzuführen, sondern auf die WWE selbst, da man ihn aufgrund mehrerer Verletzungen nicht mehr antreten lassen möchte. Sein letztes Match bestritt er am 24. März 2014, als er Alberto Del Rio, Sheamus und Dolph Ziggler in einem Fatal Four Way Match besiegte.
Am 31. Januar 2021 kehrte er zur WWE zurück und nahm am Royal Rumble Match teil. Am 2. Februar 2021 wurde bestätigt, dass er vollständig zur WWE zurückgekehrt ist und fortan als Teilzeit-Wrestler aktiv sein wird. Diese Information war jedoch eine Fehlmeldung, mit einem Auftritt bei AEW und einer anschließenden Vertragsunterzeichnung, wurde bekannt, dass er fortan bei AEW in den Ring steigen wird.

### All Elite Wrestling (seit 2021)
Zwei Wochen vor der PPV-Veranstaltung Revolution am 7. März 2021 kündigte Paul Wight einen Neuzugang bei AEW an. Bei dieser Veranstaltung trat Reso erstmals bei AEW auf und unterzeichnete im Ring seinen neuen Vertrag. Reso tritt bei AEW unter seinem Ringnamen Christian Cage an. Bei seinem ersten Match in der neuen Liga konnte er Frankie Kazarian besiegen. Am 13. August 2021 kam es bei der Debütausgabe von AEW Rampage zu einem Aufeinandertreffen zwischen Christian Cage und Kenny Omega um den Impact World Championship, den Christian für sich entscheiden konnte.

### Rückkehr zur Impact Wrestling (2021)
Impact Wrestling, ehemals Total Nonstop Action Wrestling, kündigte an das der neue Impact World Champion Christian Cage am 16. August zurückkehren wird. Fortan wird Christian nun auch bei Impact Wrestling auftreten.

## Privatleben
Reso ist seit seiner Jugend sehr eng mit Adam Copeland befreundet, der später ebenfalls im Wrestling unter dem Namen Edge bekannt wurde. Zusammen bildeten sie mehrmals in ihrer Karriere ein Tag Team. Verheiratet ist Reso mit einer Deutschen.

## Außerhalb des Wrestlings
Im Jahr 2007 veröffentlichte TNA Home Video eine DVD mit dem Titel The Instant Classic: Christian Cage, die seine Karriere von den Anfängen in den Independent-Ligen bis zu seinem zweiten Gewinn der NWA World Heavyweight Championship beleuchtet und verschiedene andere Themen abdeckt. Reso ist auch der Host der DVD The Ladder Match 2: Crash and Burn. Im September 2015 waren Edge und er Gäste bei Steve Austins Podcast, der im WWE Network ausgestrahlt wurde. Er war in den meisten Videospielen von der WWE eine spielbare Figur und erschien auch im TNA-Videospiel TNA Impact!.

## Titel und Auszeichnungen

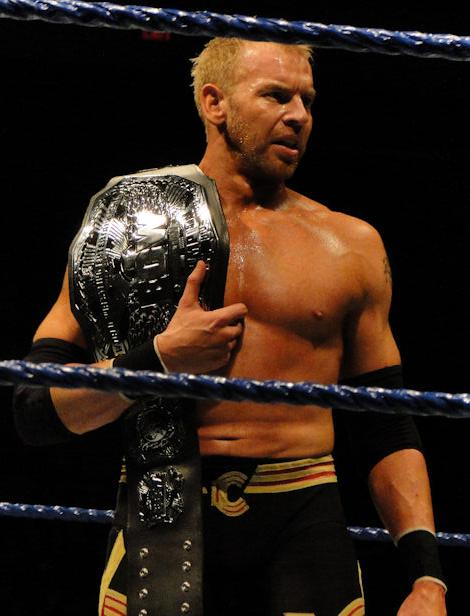
ECW Champion Christian, 2009

### Titel
- All Elite Wrestling
  - 1× AEW World Trios Champion mit Killswitch und Nick Wayne
  - 2× TNT Champion

- East Coast Wrestling Association
  - 1× ECWA Heavyweight Champion

- Insane Championship Wrestling
  - 1× ICW Street Fight Tag Team Champion mit Sexton Hardcastle

- International Wrestling Alliance
  - 1× IWA Tag Team Champion mit Earl the Orderly

- Pennsylvania Championship Wrestling
  - 1× PCW Heavyweight Champion

- Total Nonstop Action Wrestling/Impact Wrestling
  - 1× Impact World Champion
  - 2× NWA World Heavyweight Champion

- World Wrestling Federation/Entertainment
  - 2× ECW Champion
  - 2× World Heavyweight Champion
  - 4× WWF/E Intercontinental Champion
  - 1× WWF European Champion
  - 1× WWF Hardcore Champion
  - 1× WWF Light Heavyweight Champion
  - 9× WWF/World Tag Team Champion 7× mit Edge und jeweils 1× mit Lance Storm und Chris Jericho

### Auszeichnungen
- All Elite Wrestling
  - 2024: Casino Gauntlet Sieger

- Total Nonstop Action Wrestling
  - 2008: TNA World Heavyweight Championship Gauntlet for the Gold Sieger